# Kommissar für Finanzdienstleistungen, Finanzstabilität und die Kapitalmarktunion
Der Kommissar für Finanzdienstleistungen, Finanzstabilität und die Kapitalmarktunion (European Commissioner for Financial Stability, Financial Services and the Capital Markets Union) ist ein Mitglied der Europäischen Kommission.
Das Amt ist dafür verantwortlich, dass die Finanzmärkte ordnungsgemäß reguliert und beaufsichtigt werden, damit sie stabil, wettbewerbsfähig und transparent sind sowie Beschäftigung und Wachstum dienen. Dazu gehört auch die vollständige Umsetzung der Europäischen Bankenunion.
Darüber hinaus ist es Aufgabe des Amtes, Maßnahmen vorzuschlagen, um die Finanzdienstleistungen für Verbraucher und Kleinanleger zu verbessern und die globale Kohärenz der Regulierung und die Umsetzung vereinbarter Standards und Grundsätze in Zusammenarbeit mit internationalen Partnern zu fördern.

## Bisherige Amtsinhaber
| Kommissar              | Amtszeit  | Staat    | nationale Partei | europäische Partei/ politische Richtung | Sonstige Funktionen |
| ---------------------- | --------- | -------- | ---------------- | --------------------------------------- | ------------------- |
| Maria Luís Albuquerque | seit 2024 | Portugal | PSD              | EVP                                     |                     |
| Mairead McGuinness     | 2020–2024 | Irland   | FG               | EVP                                     |                     |
| Valdis Dombrovskis     | 2019–2020 | Lettland | V                | EVP                                     |                     |